# Gomphus brunneus
Gomphus brunneus är en svampart som först beskrevs av Paul Heinemann, och fick sitt nu gällande namn av Corner 1966. Gomphus brunneus ingår i släktet Gomphus och familjen Gomphaceae.   Inga underarter finns listade i Catalogue of Life.